# Xavier Deniau
Pour les articles homonymes, voir Deniau.
Xavier Deniau est un haut fonctionnaire et homme politique français, né le 24 septembre 1923 à Paris où il est mort le 29 mars 2011,. Il est le frère aîné de l'académicien et ancien ministre Jean-François Deniau.

## Biographie
Xavier Deniau obtient son baccalauréat en 1940 après avoir étudié au lycée Saint-Louis-de-Gonzague, établissement privé catholique du 16e arrondissement de Paris.
Breveté de l'École nationale de la France d'outre-mer (ENFOM), il commence une carrière d'administrateur des colonies en Indochine, et la poursuit en Afrique-Occidentale française (futurs Cameroun et Sénégal). Il est ensuite membre de la délégation française à l'Organisation des Nations unies (ONU) entre 1955 et 1958, conseiller technique au cabinet du ministre des Armées et membre de la délégation française à l'Organisation du traité de l'Atlantique nord (OTAN) entre 1960 et 1962. En 1962, il est nommé maître des requêtes au Conseil d'État.
Il est élu député du Loiret dans la 4e circonscription (région de Montargis) sous l'étiquette de l'Union pour la nouvelle République (UNR) en 1962, et constamment réélu jusqu'en 2002. À l'Assemblée nationale, il appartient successivement aux groupes gaullistes (UNR, UD-Ve République, UDR, RPR). Il a été maire d'Escrignelles (Loiret) de 1965 à 2001.
Xavier Deniau a été secrétaire d'État auprès du Premier ministre Pierre Messmer, chargé des départements et des territoires d'outre-mer du 5 juillet 1972 au 28 mars 1973. Il a joué un rôle essentiel dans le mouvement de la francophonie en assumant le secrétariat général parlementaire de l'AIPLF (aujourd'hui Assemblée parlementaire de la Francophonie).
Il est membre de l'Académie des sciences d'outre-mer, membre correspondant de l'Académie des sciences morales et politiques, ainsi que de diverses associations de la francophonie, dont  l'Ordre des francophones d'Amérique à partir de 1978.
Il a appartenu au comité d'honneur du Mouvement initiative et liberté, mouvement d'inspiration gaulliste.
Ayant accompagné le général de Gaulle à l'exposition universelle de Montréal en 1967, il assiste à son fameux discours du « Vive le Québec libre ! », sur le balcon de l'Hôtel de ville de Montréal. Attaché à la culture québécoise et aux relations cordiales entre les deux peuples, il est le président fondateur de l'Association France-Québec, le 12 janvier 1968.
Xavier Deniau a épousé en 1953 la princesse Irène Ghica-Cantacuzène, née en 1930, avec laquelle il a cinq enfants : François-Xavier, diplomate, Cécile, Marie-Abeille, employée des Pages Jaunes, Martin et Clarisse.
Ses funérailles ont eu lieu en l'église d'Escrignelles.

## Distinctions
- Officier de la Légion d'honneur
- Croix de guerre 1939–1945
- Croix de guerre des Théâtres d'opérations extérieurs
- Grand officier de l'ordre pro Merito Melitensi

## Ouvrages
- Xavier Deniau, La francophonie, Presses universitaires de France, coll. « Que sais-je ? » (no 2111), 1er septembre 2001, 128 p. (ISBN 978-2-13-052158-7) - Prix de la langue-française 1984 de l’Académie française

- Xavier Deniau, Florilège de la langue française et de la francophonie, Richelieu-Senghor, 1988, 158 p. (ISBN 978-2907280020)
- Xavier Deniau, Histoire des noms de famille français, ouvrage posthume - L'Harmattan, 2021, 256 p.  (ISBN 978-2-343-23528-8)